# Alouette 1
Alouette 1 er en deaktiveret canadisk satellit, der studerede ionosfæren. Udskudt i 1962 var det Canadas første satellit og den første satellit konstrueret af et andet land end Sovjetunionen eller USA. Canada var det fjerde land til at drive en satellit, da den britiske Ariel 1, der blev opført i USA af NASA, gik forud for Alouette 1 med fem måneder. Navnet "Alouette" kom fra fransk "Alauda"  og den fransk-canadiske folkesang med samme navn.
En nøgleanordning på Alouette var radioantennerne bestående af tynde strimler eller fjederstål i en lille U-form og derefter rullet op i små diske på en måde svarende til et målebånd. Når udløst, drejede rotationen af satellitten nok centrifugalkraft til at trække ud disken fra det rumcraftkroppen og form til at danne sig i en lang spiral. Resultatet var en stiv cirkulær tværsnit antenne kendt som en "stemme", for "lagret rørformet forlængeligt element".

## Historie

### Mission baggrund
Alouette 1 var en del af et fælles amerikansk-canadisk videnskabeligt program. Formålet var at udforske egenskaberne ved ionosfæren, hvor den er på sit maksimale, samt dens afhængighed af geografisk lokalitet, årstid og tidspunkt på dagen. Alouette 1 var avanceret for sin tid, og NASA tvivlede oprindeligt om, hvorvidt den tilgængelige teknologi ville være tilstrækkelig. Ikke desto mindre var NASA ivrig efter at samarbejde med internationale partnere. NASA var overbevist om at deltage i udsigten til at få data på ionosfæren, og Canada havde det yderligere formål at udvikle sit eget rumforskningsprogram. Det Forenede Kongerige støttede også missionen ved at yde støtte på to jordstationer, i Singapore og på Winkfield.

### Satellitopsendelse og missionens fremskridt
Alouette 1 blev opsendt af NASA fra Pacific Missile Range ved Vandenberg Air Force Base i Californien i USA kl. 6:05 UTC den 29. september 1962, i kredsløb omkring Jorden. Den blev anbragt i en næsten cirkulær kredsløb af højde 987 - 1.022 kilometer med en hældning på 80,5°.  Opsendelsen gjorde Canada den tredje nation, efter Sovjetunionen og USA, til at designe og konstruere sin egen satellit.  Alouette blev brugt til at studere ionosfæren ved at bruge over 700 forskellige radiofrekvenser til at undersøge dets egenskaber ovenfra.

Satellitten blev oprindeligt spin-stabiliseret, roterende 1,4 gange pr. minut. Efter ca. 500 dage var rotationen forsinket til ca. 0,6 omdrejninger pr. minut, Og spin-stabiliseringen mislykkedes på dette tidspunkt. Det var derefter muligt at bestemme satellittens orientation alene ved målinger med et magnetometer og fra temperaturfølere på det øvre og nedre varmeskjold. De orienteringsbestemmelser, der blev opnået på denne måde, var kun præcise inden for 10 grader. Det er sandsynligt at gravitationsgradienterne havde fået den længste antenne rettet mod jorden.
Alouettes mission varede i 10 år før satellitten blev forsætligt slukket den 30. september 1972. Satellitten forbliver i kredsløb; i 1966 blev det anslået, at Alouette 1 ville forblive i kredsløb i 1000 år.

### Duplikat konstruktion
To satellitter blev bygget til redundans i tilfælde af funktionsfejl. Hvis den første enhed mislykkedes, kunne den anden lanceres med kun et par måneder forsinkelse. Det tog 3½ år efter Alouettes forslag om at få det udviklet og bygget. Satellitterne S27-2 (prototype), S27-3 (som blev den opsendte satellit) og S27-4 (som blev backup) blev samlet af Defense Research Telecommunications Establishment (DRTE) Electronics Lab i Ottawa. Den mekaniske ramme og de anvendelige STEM-antenner blev fremstillet af Special Products divisionen de Havilland Canada (DHC) i Downsview, Ontario, i en bygning, der mange år senere (indtil 2012) husede det canadiske luft- og rummuseum. Batterierne, der blev brugt til Alouette, blev udviklet af Defense Chemical, Biological, and Radiation Laboratory (DCBRL), en anden filial af DRB, og var delvist ansvarlig for satellitens lange levetid. De anvendte antenner til "Storable Tubular Extendable Member" var den første af DHC's STEM-antenner, der blev brugt i rummet, og ved lanceringen var den længste (38 m ende til ende). Da Alouette var færdigt, vejede den 145 kg og blev lanceret fra en Thor-Agena-B to-trins raket. Alouette 1's backup blev senere lanceret som Alouette 2 i 1965 for at "erstatte" den ældre Alouette 1.